# العلاقات السويسرية الغرينادية
العلاقات السويسرية الغرينادية هي العلاقات الثنائية التي تجمع بين سويسرا وغرينادا.

## مقارنة بين البلدين
هذه مقارنة عامة ومرجعية للدولتين:
| وجه المقارنة                                              | سويسرا                                                                                      | غرينادا                                |
| --------------------------------------------------------- | ------------------------------------------------------------------------------------------- | -------------------------------------- |
| المساحة (كم2)                                             | 41.28 ألف                                                                                   | 348                                    |
| عدد السكان (نسمة)                                         | 8.21 مليون                                                                                  | 107.83 ألف                             |
| الكثافة السكانية (ن./كم²)                                 | 198.89                                                                                      | 30.99 ألف                              |
| العاصمة                                                   | برن                                                                                         | سانت جورجز                             |
| اللغة الرسمية                                             | اللغة الألمانية، اللغة الإيطالية، لغة فرنسية، اللغة الرومانشية، الألمانية السويسرية الموحدة | لغة إنجليزية، إنكليزية غرنادة المولدة ‏ |
| العملة                                                    | فرنك سويسري                                                                                 | دولار شرق الكاريبي                     |
| الناتج المحلي الإجمالي (بليون دولار)                      | 678.89 مليار                                                                                | 1.12 مليار                             |
| الناتج المحلي الإجمالي (تعادل القوة الشرائية) بليون دولار | 518.07 مليار                                                                                | 1.45 مليار                             |
| الناتج المحلي الإجمالي الاسمي للفرد دولار أمريكي          | 80.94 ألف                                                                                   | 9.21 ألف                               |
| الناتج المحلي الإجمالي للفرد دولار أمريكي                 | 59.54 ألف                                                                                   | 12.43 ألف                              |
| مؤشر التنمية البشرية                                      | 0.930                                                                                       | 0.750                                  |
| رمز المكالمات الدولي                                      | +41                                                                                         | +1473                                  |
| رمز الإنترنت                                              | .ch، .swiss ‏                                                                                | .gd                                    |
| المنطقة الزمنية                                           | توقيت وسط أوروبا، ت ع م+01:00، ت ع م+02:00، أوروبا/زيورخ ‏                                   | 00                                     |

## منظمات دولية مشتركة
يشترك البلدان في عضوية مجموعة من المنظمات الدولية، منها:
| علم المنظمة | اسم المنظمة                               | تاريخ انضمام سويسرا | تاريخ انضمام غرينادا |
| ----------- | ----------------------------------------- | ------------------- | -------------------- |
|             | مؤسسة التمويل الدولية                     | 29 مايو 1992        | 28 أغسطس 1975        |
|             | منظمة حظر الأسلحة الكيميائية              | ?                   | ?                    |
|             | يونسكو                                    | 28 يناير 1949       | 17 فبراير 1975       |
|             | الاتحاد الدولي للاتصالات                  | 1866                | 17 نوفمبر 1981       |
|             | الأمم المتحدة                             | 10 سبتمبر 2002      | 17 سبتمبر 1974       |
|             | منظمة الشرطة الجنائية الدولية             | ?                   | ?                    |
|             | البنك الدولي للإنشاء والتعمير             | 29 مايو 1992        | 27 أغسطس 1975        |
|             | الاتحاد البريدي العالمي                   | ?                   | ?                    |
|             | مؤسسة التنمية الدولية                     | 29 مايو 1992        | 28 أغسطس 1975        |
|             | منظمة التجارة العالمية                    | ?                   | ?                    |
|             | المركز الدولي لتسوية المنازعات الاستشارية | 14 يونيو 1968       | 23 يونيو 1991        |
|             | وكالة ضمان الاستثمار متعدد الأطراف        | 12 أبريل 1988       | 12 أبريل 1988        |

## وصلات خارجية
- موقع وزارة الخارجية السويسرية